# Kłanino (przystanek kolejowy)
Kłanino – nieczynny przystanek kolejowy w Kłaninie w powiecie puckim, w Polsce.